# Andres Ellamaa
Andres Ellamaa (* 24. September 1944 in Suchobeswodnoe, Oblast Gorki, Sowjetunion; † 5. Mai 2023) war ein estnischer Arzt und Gesundheitspolitiker.

## Leben
Andres Ellamaas Mutter Anu Ellamaa wurde nach der sowjetischen Besetzung Estlands im Juni 1941 verhaftet und ins Innere der Sowjetunion deportiert. In der Siedlung Suchobeswodnoe (Сухобезводное) in der Oblast Gorki (heute Oblast Nischni Nowgorod) kam Andres Ellamaa im September 1944 zur Welt.
1946 konnten beide nach Estland zurückkehren. Von 1949 bis 1962 lebte die Familie in Raasiku im Haus eines Arztes.
1962 schloss Ellamaa die Schule in Tallinn ab, das heutige Gustav Adolfi Gümnaasium. Anschließend studierte er bis 1968 Medizin an der Staatlichen Universität Tartu. 1974 legte er sein Kandidatexamen mit einer Dissertation über die Behandlung von Hirnschädigungen ab.
Andres Ellamaa galt als einer der profiliertesten Neurochirurgen Estlands. Er praktizierte hauptsächlich in Tallinn.
Im Zuge der Wiedererlangung der Unabhängigkeit der Republik Estland betätigte sich Ellamaa auch politisch. Er gehörte 1988 zu den Gründungsmitgliedern des Estnischen Ärzteverbands (Eesti Arstide Liit). Ellamaa war 1989/90 dessen Vizepräsident sowie von 1993 bis 1998 dessen Vorstandsvorsitzender. Vom 10. April 1990 bis zum 29. Januar 1992 war Ellamaa estnischer Gesundheitsminister in der ersten demokratischen (Übergangs-)Regierung unter Ministerpräsident Edgar Savisaar. Zu seinen Verdiensten gehören die Anfänge der Umgestaltung des sowjet-estnischen zu einem modern-westlichen Gesundheitswesen und die Schaffung des Krankenversicherungsgesetzes. Viele Jahre war Ellamaa außerdem Mitglied des Stadtrats der estnischen Hauptstadt Tallinn.
Von Andres Ellamaas Leben und Wirken handelt der 2002 produzierte Dokumentarfilm Contra Mortem: Dr Andres Ellamaa der estnischen Regisseurin Helle Karis.